# Davit K'obouri
Davit K'obouri (in georgiano დავით კობოური?; Telavi, 24 gennaio 1998) è un calciatore georgiano, difensore dell'Újpest.

## Carriera

### Club
Cresciuto nel settore giovanile della Dinamo Tbilisi, ha esordito in prima squadra il 28 novembre 2015 disputando l'incontro di Umaglesi Liga vinto 0-2 contro il Guria Lanchkhuti.
Il 13 gennaio 2022 passa in prestito fino al termine della stagione ai cechi del Karviná.

### Nazionale
Ha giocato nelle nazionali giovanili georgiane Under-17, Under-19 ed Under-21.

## Statistiche

### Presenze e reti nei club
Statistiche aggiornate al 4 luglio 2022.
| Stagione              | Squadra               | Campionato            | Campionato | Campionato | Coppe nazionali | Coppe nazionali | Coppe nazionali | Coppe continentali | Coppe continentali | Coppe continentali | Altre coppe | Altre coppe | Altre coppe | Totale | Totale |
| Stagione              | Squadra               | Comp                  | Pres       | Reti       | Comp            | Pres            | Reti            | Comp               | Pres               | Reti               | Comp        | Pres        | Reti        | Pres   | Reti   |
| --------------------- | --------------------- | --------------------- | ---------- | ---------- | --------------- | --------------- | --------------- | ------------------ | ------------------ | ------------------ | ----------- | ----------- | ----------- | ------ | ------ |
| 2015-2016             | Dinamo Tbilisi        | UL                    | 1          | 0          | CG              | 0               | 0               | UEL                | 0                  | 0                  | SG          | 0           | 0           | 1      | 0      |
| 2016                  | Dinamo Tbilisi        | UL                    | 2          | 0          | CG              | 0               | 0               | UCL+UEL            | 0                  | 0                  |             | -           | -           | 2      | 0      |
| 2017                  | Dinamo Tbilisi        | EL                    | 20         | 0          | CG              | 2               | 0               |                    | -                  | -                  |             | -           | -           | 22     | 0      |
| 2018                  | Dinamo Tbilisi        | EL                    | 34         | 0          | CG              | 4               | 0               | UEL                | 2                  | 0                  |             | -           | -           | 40     | 0      |
| 2019                  | Dinamo Tbilisi        | EL                    | 23         | 0          | CG              | 1               | 0               | UEL                | 6                  | 0                  |             | -           | -           | 30     | 0      |
| 2020                  | Dinamo Tbilisi        | EL                    | 18         | 2          | CG              | 1               | 0               | UCL+UEL            | 1+2                | 0                  | SG          | 1           | 0           | 23     | 2      |
| 2021                  | Dinamo Tbilisi        | EL                    | 22         | 0          | CG              | 1               | 0               | UCL+UECL           | 0+1                | 0                  | SG          | 1           | 0           | 25     | 0      |
| Totale Dinamo Tbilisi | Totale Dinamo Tbilisi | Totale Dinamo Tbilisi | 120        | 2          |                 | 9               | 0               |                    | 12                 | 0                  |             | 2           | 0           | 120    | 2      |
| gen.-giu. 2022        | Karviná               | 1L                    | 13         | 0          | CRC             | -               | -               |                    | -                  | -                  |             | -           | -           | 13     | 0      |
| Totale carriera       | Totale carriera       | Totale carriera       | 133        | 2          |                 | 9               | 0               |                    | 12                 | 0                  |             | 2           | 0           | 156    | 2      |

## Palmarès

### Club

#### Competizioni nazionali
- Supercoppa di Georgia: 1

Dinamo Tbilisi: 2015
- Coppa di Georgia: 1

Dinamo Tbilisi: 2015-2016
- Campionato georgiano: 4

Dinamo Tbilisi: 2015-2016, 2019, 2020, 2022